# Lori Ludwig
Lori Ludwig (* 24. Januar 1924 in Himmelsberg, heute zu Sondershausen, Thüringen; † 13. Dezember 1986 in Fürstenberg/Havel) war eine deutsche Schriftstellerin und Lyrikerin.

## Leben
Lori Ludwig entstammte einer Bauernfamilie. Nach dem Besuch einer landwirtschaftlichen Berufsschule war auch sie als Bäuerin tätig. Seit ihrer Jugend künstlerisch und literarisch interessiert, absolvierte sie daneben per Fernstudium Kurse im Zeichnen und Malen. 1947 schloss sie sich dem Weimarer „Arbeitskreis Junger Autoren“ an. Nachdem Ludwig im Jahre 1953 den Schriftsteller Hanns Krause geheiratet hatte, ließ das Ehepaar sich in Neuglobsow/Kreis Gransee nieder. Dort widmete sich Ludwig ausschließlich ihrer schriftstellerischen Arbeit; gemeinsam mit ihrem Mann leitete sie bis zu ihrem Tod nach einem Krebsleiden mehrere „Zirkel Schreibender Arbeiter“ in der Region.
Lori Ludwig, die als Lyrikerin begonnen hatte, verfasste später vorwiegend Kinder- und Jugendbücher. 1970 wurde sie mit der Johannes-R.-Becher-Medaille in Silber ausgezeichnet. Nach ihr wurde eine Straße in Sondershausen im Stadtteil Himmelsberg benannt, in dem sie geboren worden war.

## Werke
- Geliebtes Land. Berlin 1954 (zusammen mit Günther Deicke und Margarete Neumann)
- Gesang des Herzens. Weimar 1955
- Unruhe um Käthe Born. Berlin 1955
- Daniela. Berlin 1957
- Die Jungen aus der Grützebartstraße. Berlin 1958 (zusammen mit Hanns Krause)
- Brückmanns aus dem zweiten Stock. Weimar 1962 (zusammen mit Hanns Krause)
- Viola d'amore. Karlsruhe 1963
- Annette und ich. Weimar 1964
- Kein Glück mit Heimlichkeiten. Weimar 1966
- Neuer Vater unerwünscht. Weimar 1969
- Immer wieder der Hartmut!. Weimar 1971
- Von einem der auszog berühmt zu werden. Weimar 1976
- Joachim Scholz (Hrsg.): Der Traktorist gibt Gas. Gedichte von Lori Ludwig, Potsdam 2003